# クラリネット協奏曲 (モーツァルト)
クラリネット協奏曲 イ長調 K. 622 は、ヴォルフガング・アマデウス・モーツァルトが1791年に作曲したクラリネットと管弦楽のための協奏曲。ただし、正確には独奏はバセット・クラリネットである。

## 独奏楽器

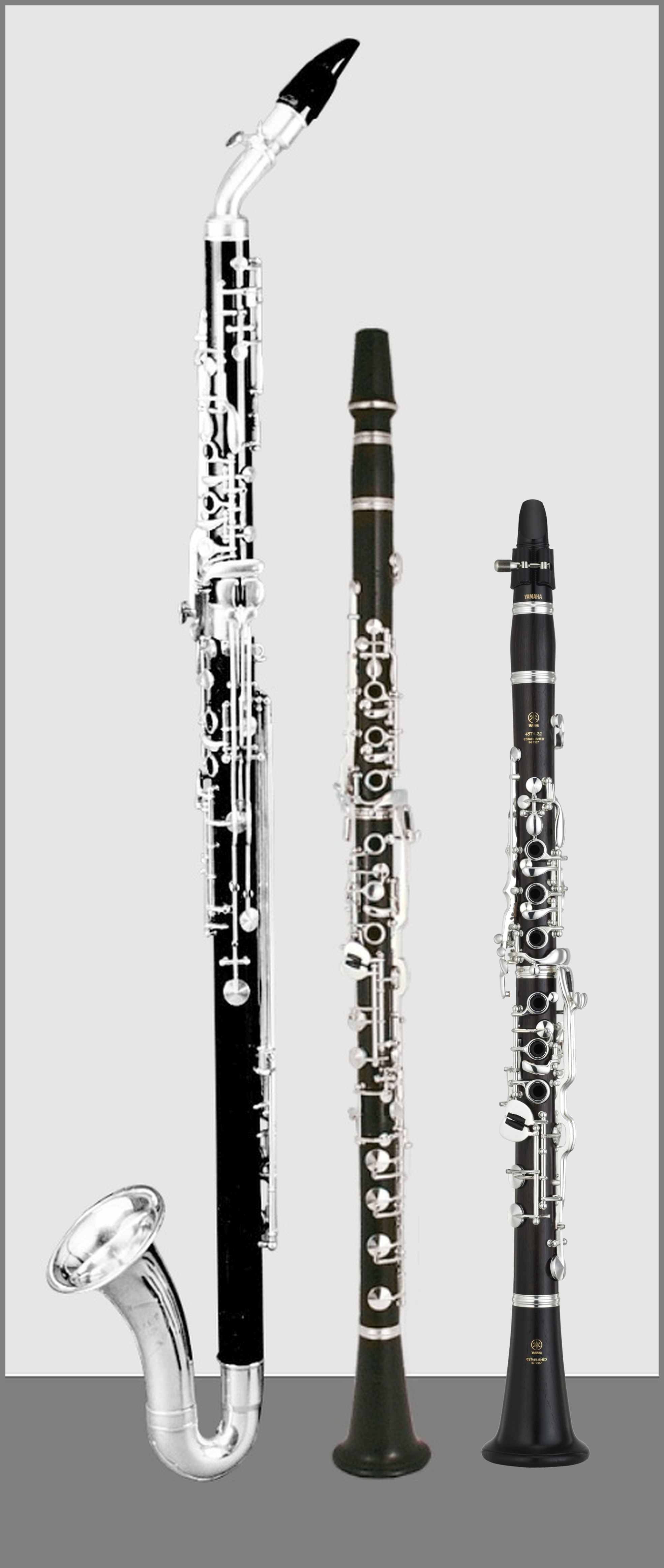
バセットホルン、バセットクラリネット、クラリネット

シュタードラーが用いていた楽器は通常のA管クラリネットではなく、さらに4つの低音（Es、D、Des、C）を追加してバセットホルンと同じ音域を実現した"Bass-klarinet"、今日ではバセットクラリネットと呼ばれている楽器であった。この楽器は、楽器製造者で演奏家でもあったテオドール・ロッツに依頼して作らせたものである。そのため、一部の低音部で現在の楽器では演奏できない箇所がある。
現行の楽譜は1801年にブライトコプフ・ウント・ヘルテルにより出版された際、通常のA管クラリネットで演奏できるよう何者かによって編曲されたものである。実際、現行版では主に低音域から高音域に駆け上る部分で、低音が出せるバセット・クラリネットでなければ音楽的に不自然なフレーズが出てくる。現在では当時の編曲譜などを元に数種類の復元版が作成されている。さらに、1991年に復元されたシュタードラーのバセットクラリネットを演奏に用いる試みもある。

## 楽器編成
クラリネット独奏。フルート2、ファゴット2、ホルン2、ヴァイオリン2部、ヴィオラ、バス（チェロ、コントラバス）

## 構成
全3楽章構成。演奏時間は約26分。
- 第1楽章 アレグロ
イ長調、4分の4拍子、ソナタ形式。

- 第2楽章 アダージョ
ニ長調、4分の3拍子、三部形式。

- 第3楽章 ロンド：アレグロ
イ長調、8分の6拍子、ロンド形式。